# Tatyos Efendi
Kemani Tatyos Efendi (Tatyos Enkserciyan, Tateos Eñserciyan, armenisch Թադեոս Էքսերճյան; * 1855 in Istanbul; † 16. März 1913 ebenda) war ein osmanischer Komponist, Qanun- und Violinvirtuose.
Der Sohn des armenischen Kirchensängers Manokyan Enkserciyan  ging nach dem Schulbesuch in die Lehre eines Schlossers und eines Silberschmiedes. Von einem Onkel erlernte er das Qanunspiel, später hatte er Violinunterricht bei Kemani Sebuh und studierte Musik und Gesang bei Civan Ağa und Asdik Ağa.
Er wurde ein bedeutender Instrumentalvirtuose, Komponist und Dichter vor allem auf dem Gebiet der  Fasil-Musik. Er gab zahlreiche Konzerte im Casino Pirinççi in Galata mit Musikern wie Karakaş, Ovakim und Şemsi und arbeitete mit Ahmed Rasim Bey, den Brüdern Civan und Andon, Şevki Bey, Kemençeci Vasilâki und Tanburî Cemil Bey zusammen.
In seinen letzten Jahren wurde er alkoholabhängig und starb am 16. März 1913 an Leberzirrhose.
Von Tatyos sind etwa sechzig Kompositionen überliefert, die eine Grundlage der Entwicklung der modernen türkischen Musik bilden. Er war außerdem der Lehrer von Musikern wie Arsak Çömlekçiyan, Münir Mazhar Kamsoy, Nasibin Mehmet Yürü, Mustafa Sunar und Abdülkadir Töre.